# 胡萝卜
胡蘿蔔（學名：Daucus carota subsp. sativus），又称红萝卜、番蘿蔔、丁香蘿蔔、胡芦菔金、赤珊瑚、黄根、甘筍、金筍、紅菜頭（閩南語、潮汕话、客家語）、人蔘（臺灣話，台羅：jîn-jín或lîn-jím）等，是繖形科胡蘿蔔属二年生植物，以呈肉質的根作蔬果食用。

## 名字由来

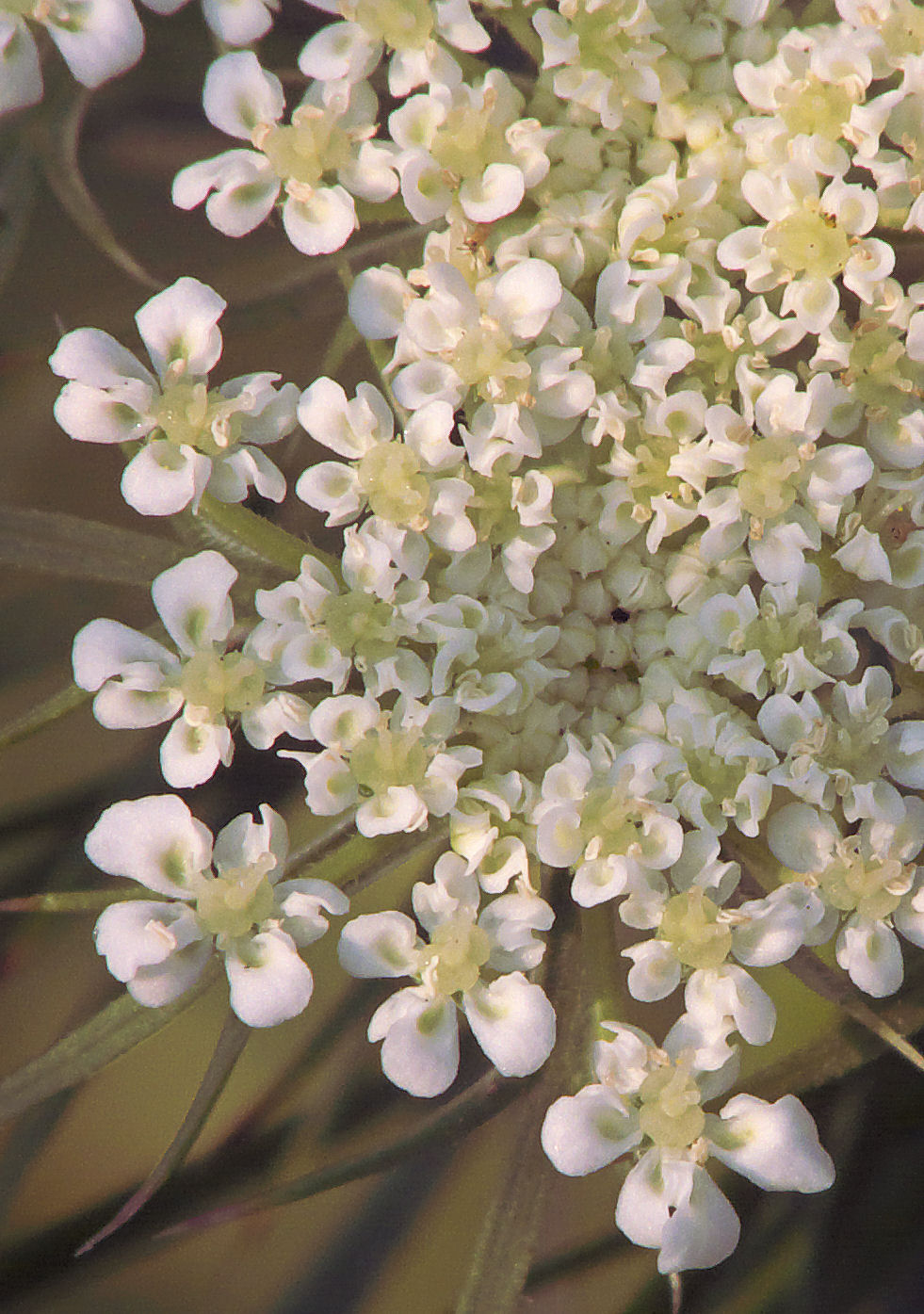
胡萝卜花

胡蘿蔔原产于亚洲的西南部，栽培历史在两千年以上。公元8世纪由摩爾人引入西班牙，10世紀時西亞人、印度人和歐洲人食用的胡蘿蔔是紫色的，現代的胡蘿蔔也在10世紀出現於阿富汗。11世紀猶太學者西蒙·息斯的記載中已經出現紅色和黃色的胡蘿蔔。16世纪传入美洲。
胡蘿蔔传入中国的时间不晚于12世纪，南宋《绍兴本草》已记载胡萝卜“处处产之”。根据李时珍《本草纲目》的记载，因为从胡地传来，味道像萝卜，故名「胡蘿蔔」。中国的胡蘿蔔以山东、河南、浙江、云南等省份种植最多。胡蘿蔔于16世纪从中国传入日本，當時漢字名為「人蔘」，現今在日本仍以「人蔘」或「蔘」做為胡萝卜的和名。

## 形态

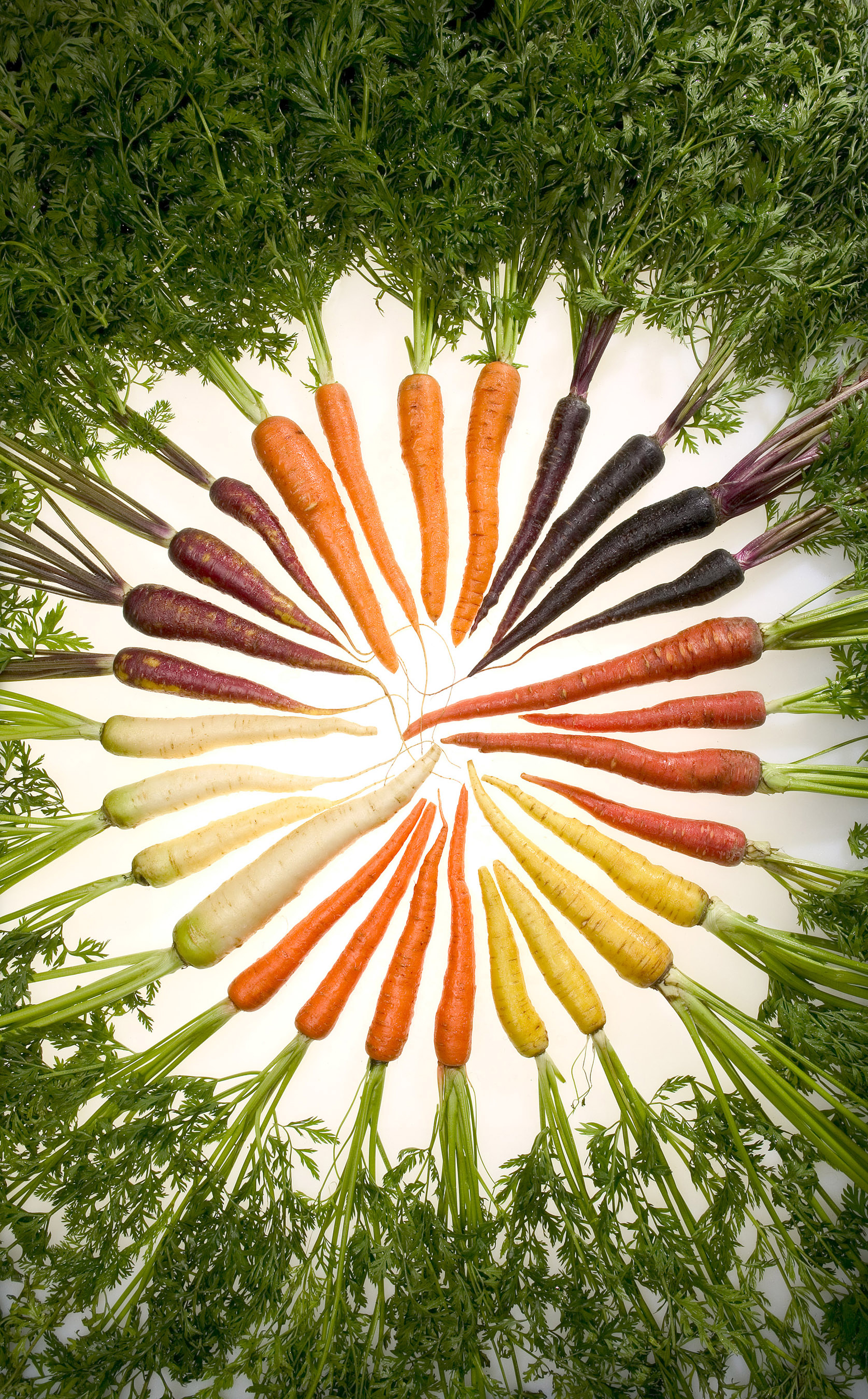
各色的胡蘿蔔

胡蘿蔔为两年生草本植物，有9对染色体，属半耐寒性长日照植物，喜冷凉气候。三回羽状全裂叶，丛生于单生的短缩茎上。顶端各着生一复伞形花序，有糙硬毛，花朵为白色或淡红色，花期5至7月。异花传粉。双悬果，果实圆卵形。肉质根有长筒、短筒、长圆锥及短圆锥等不同形状，白、黄、橙、橙红、青、紫、黑等不同颜色。

## 栽培
胡蘿蔔從栽培到收穫最多需要四個月時間，但在良好的種植情況下一般只需要70至80天。胡蘿蔔一般在秋季播種冬季收获，不过也可以进行反季節栽培，也就是春天播種夏天收获。主要是看所在地域，因地制宜。胡蘿蔔肉质根在摄氏温标18至23 °C（64至73 °F）时发育良好，发芽温度为摄氏温标20至25 °C（68至77 °F）。由于胡蘿蔔根系发达，保持土质疏松对于胡蘿蔔的生长有利，适宜种植在沙质土壤之中。栽培的前期不能過量施水，以防地面部分生长过度。后期则要保证供水充足以使肉质根能够充分发育。优秀的胡蘿蔔栽培种在合适条件下，最高亩产可达6000公斤（每公顷90吨），其常见病虫害包括黑斑病、黑腐病、根结线虫病、软腐病、胡蘿蔔花叶病等。
迷你胡蘿蔔是在成熟之前收成並以較小尺寸出售的胡蘿蔔。

## 營養
胡蘿蔔营养丰富。人们一般食用其肉质根，有时也食用胡蘿蔔叶。胡蘿蔔种子内含有挥发性油。胡蘿蔔根可以直接生食，也可加工成块、丁、丝同其他食材一同烹饪。胡蘿蔔汁也是一种常见的胡蘿蔔加工制成品，胡蘿蔔汁或胡蘿蔔泥也可和面粉或米粉等淀粉类物质混合做成糕饼类食物。还可醃制、醬渍、制干或作饲料。其风味主要来自于萜烯类物质，该物质味道较为独特，并非所有人都能接受。
胡蘿蔔的营养成分中，最重要的就是因其得名的胡蘿蔔素，胡蘿蔔根内含有α、β（大多藏在外皮）、γ、ε-胡蘿蔔素和番茄烃、六氢番茄烃等類胡蘿蔔素，胡蘿蔔素有治疗夜盲症、保护呼吸道和促进儿童生长等功能。此外，胡蘿蔔还含较多的维生素，钙、磷、铁等矿物质，淀粉、纤维素等糖类物质。

## 文化
有些时候，胡蘿蔔被视作是赏赐的代名词。如政治用语胡蘿蔔加大棒，意为恩威並用，以使对手同意自己的要求。
在源自西方的流行文化中，胡蘿蔔被视为兔子最喜欢的食物  ，但事實上紅蘿蔔不是兔子理想的食物，甚至吃太多紅蘿蔔會讓兔子生病，而兔子真正主要的食物是乾牧草和專用飼料。兔子與紅蘿蔔的这一组合，如同老鼠与奶酪一样，已成了常見的刻板印象，並经常用在寓言、笑話、動漫插畫設計甚至管理学中。

## 不同名稱的使用
在香港不同種的紅蘿蔔會分別命名為红萝卜或甘筍。红萝卜個子比較大，纖維較粗，生食時口感差，適合用來煲湯；反之甘筍個子較小，纖維比較幼細，可供生食，如做沙律，但卻不宜煲湯。

### 引用
1. ↑  .   [2018-08-31]. （原始内容存档于2020-12-16）.
2. ↑   (PDF).   [2018-02-01]. （原始内容 (PDF)存档于2018-02-02）.
3. ↑  紅菜頭、人蔘 （页面存档备份，存于） - 臺灣閩南語常用詞辭典（英语：Dictionary of Frequently-Used Taiwan Minnan）
4. ↑  . BBC. May 16, 2002  [December 5, 2013]. （原始内容存档于2021-01-26）.
5. ↑  Dalby, Andrew. . Psychology Press. 2003: 75. ISBN 978-0-415-23259-3.
6. ↑  王繼先. .   [2021-09-05]. （原始内容存档于2021-09-21）.
7. ↑  . Rodale's Organic Life.   [2015-12-23]. （原始内容存档于2017-05-05）.
8. ↑  .   [2009-10-02]. （原始内容存档于2011-03-11）.
9. ↑  . 教育大市集.   [2016-08-09]. （原始内容存档于2017-03-05）.
10. ↑  . Web.tari.gov.tw.   [2016-08-09]. （原始内容存档于2019-09-11）.
11. ↑  . Kmweb.coa.gov.tw.   [2016-08-09]. （原始内容存档于2016-04-24）.
12. ↑   (PDF).   [2016-08-09]. （原始内容存档 (PDF)于2021-01-26）.
13. ↑  . Kmweb.coa.gov.tw.   [2016-08-09]. （原始内容存档于2019-11-18）.
14. ↑   (PDF).   [2015-02-28]. （原始内容存档 (PDF)于2021-01-26）.
15. ↑   (PDF). : 44–50. （原始内容 (PDF)存档于2015年4月3日）.
16. ↑  . 教育大市集.   [2016-08-09]. （原始内容存档于2017-03-05）.
17. ↑  .   [2009-10-02]. （原始内容存档于2011-03-10）.
18. ↑  胡蘿蔔饼——韩式风味 的存檔，存档日期2010-08-09.
19. ↑  . 大学生知识网.   [2018-08-31]. （原始内容存档于2020-12-16）.
20. ↑  BAMBI TURNER. . Howstuffworks. Howstuffworks(博聞網).   [2020-01-14]. （原始内容存档于2021-01-01）.
21. ↑  Telegraph Reporters. . Telegraph. Telegraph.   [2020-01-14]. （原始内容存档于2021-03-27）.
22. ↑  . RSCPA. RSCPA (英國皇家防止虐待動物協會).   [2020-01-14]. （原始内容存档于2021-04-18）.
23. ↑  寵物中心. . ETtoday新聞雲.   [2010-12-05]. （原始内容存档于2017-08-05）.

### 資料庫
- 昆明植物研究所. . 《中国高等植物数据库全库》. 中国科学院微生物研究所.   [2009-02-24]. （原始内容存档于2015-04-02）.
- 昆明植物研究所. . 《中国高等植物数据库全库》. 中国科学院微生物研究所.   [2009-02-24]. （原始内容存档于2015-04-02）.
- 昆明植物研究所. . 《中国高等植物数据库全库》. 中国科学院微生物研究所.   [2009-02-24]. （原始内容存档于2015-04-02）.

## 延伸阅读
[在维基数据编辑]
 《植物名實圖考·胡蘿蔔》，出自吳其濬《植物名實圖考》

## 外部連結
- （英文）（繁體中文）（简体中文）